# Luis García Morales
Luis Antonio García Morales (Ciudad Bolívar, 6 de agosto de 1929 - Caracas, 3 de julio de 2015), fue un poeta y promotor cultural venezolano. En 1984 recibió el Premio del Consejo Nacional de la Cultura por su poemario El río siempre y en 1998 el Premio Municipal de Poesía de Caracas por De un sol a otro.

## Biografía

### Infancia y juventud

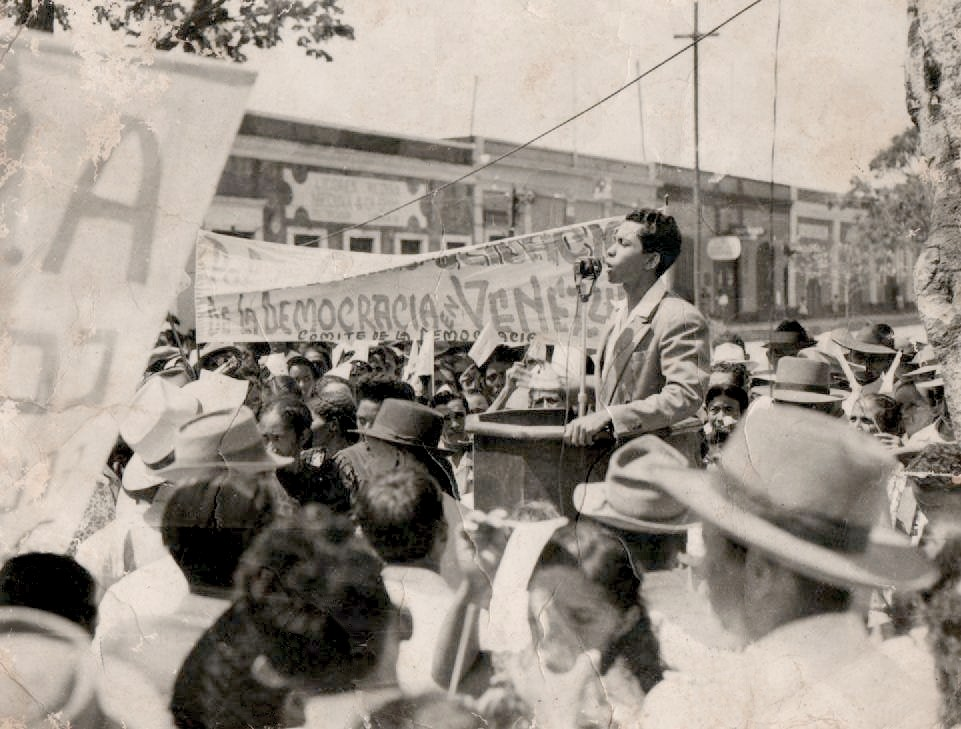
Luis García Morales durante un mitin del partido Acción Democrática en 1948.

Nació en el sector Santa Ana, a orillas del río Orinoco, era el segundo de cuatro hermanos. Sus padres fueron Luis García Meza y Octavia Morales de García, esta última hija de inmigrantes libaneses, quienes vinieron a buscar mejor fortuna en tierras venezolanas a finales del siglo XIX. Su infancia y adolescencia transcurrieron en su ciudad natal. Desde niño, se sentaba en las raíces sobresalientes de un gran árbol a contemplar el agua del río pasar y él mismo afirmaba que en las ondas veía signos, escrituras y escuchaba los sonidos de la corriente. Ese río fue un compañero fiel durante toda su vida, ya fuera de manera física, imágenes mentales, recuerdos o convertido en metáforas de significado diverso en su poesía. García Morales estudió en la Escuela Pública Moreno de Mendoza, donde tuvo maestras que marcaron su pensamiento y actitud ante la vida. Entre ellas destacan María Gutermann y Teodora Méndez, quienes lo formaron para la libertad y la vida cívica. Las enseñanzas de la maestra Teodora fueron fundamentales para las posiciones y actitudes de García Morales ante la dictadura de Marcos Pérez Jiménez, contra la cual luchó. En esta escuela se distingue por sus inclinaciones artísticas, inteligencia y creatividad.
Sus primeras lecturas las encontró en la biblioteca personal de su abuelo Lorenzo García. Leyó parte de los clásicos de la literatura infantil y juvenil como Las mil y una noches. El descubrimiento de este espacio despertó su pasión por las letras. Una vez terminada la primaria, pasó al Liceo Peñalver. Allí estudió hasta cuarto año de bachillerato cuando partió a Caracas, inscribiéndose en el Liceo Fermín Toro. Hizo amistad con Rodolfo Izaguirre, Elisa Lerner y Adriano González León, quienes llegarían a convertirse en figuras de peso de la intelectualidad venezolana. Además, formó parte y llegó a presidir la «República Liceísta», grupo estudiantil en favor de la recuperación de la democracia en el país. 
Posteriormente ingresó a la Universidad Central de Venezuela para estudiar derecho, carrera que no concluyó al presentar profundas divergencias entre la teoría y la práctica en la implementación de la justicia.

### La formación intelectual

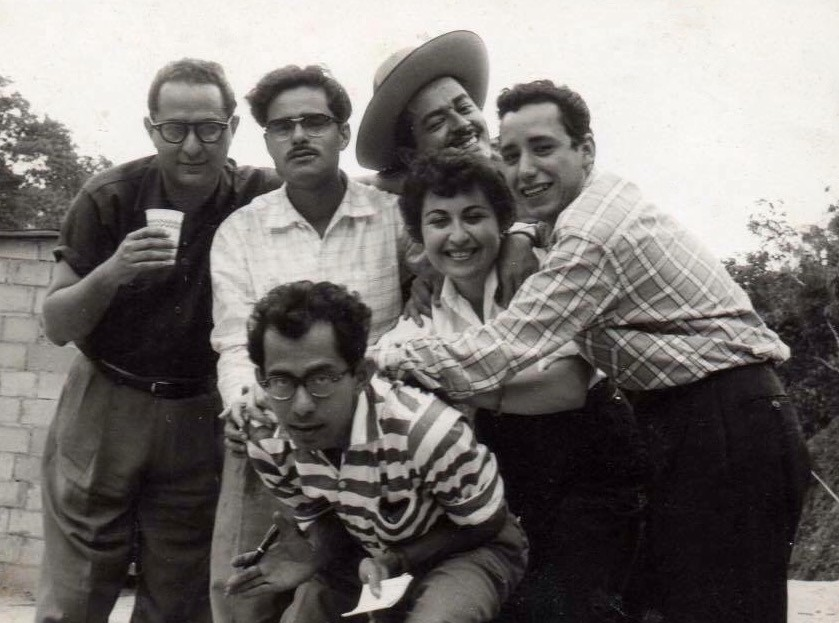
De izquierda a derecha: Manuel Quintana Castillo, Adriano González León, Luis García Morales, Argimiro Gabaldón, Evalina Rodríguez y Ramón Palomares.

Desde su etapa en el Liceo Fermín Toro, comenzó a reunirse con Rodolfo Izaguirre, Adriano González León y Elisa Lerner para conversar de arte y literatura. De estas reuniones surgió el grupo Sardio (1958-1961), al que luego se fueron uniendo otros jóvenes con inquietudes literarias y artísticas, como Salvador Garmendia, Marcos Miliani y Guillermo Sucre. La agrupación creó una revista, de la cual sólo vieron la luz ocho números y en la que García Morales fue colaborador y codirector. También abrieron una librería que al mismo tiempo fungía como sala de exposiciones para los nuevos exponentes del arte venezolano. Los escritores de Sardio se alimentaron de autores universales y se empeñaron en universalizar la literatura venezolana. Además, redescubrieron y revalorizaron escritores olvidados como José Antonio Ramos Sucre y Teresa de la Parra.
Fue colaborador activo del partido Acción Democrática en la lucha contra Pére z Jiménez. A finales de 1957 la Seguridad Nacional irrumpió en la pensión donde vivía en la parroquia Altagracia y lo hizo prisionero. Lo llevaron a los sótanos de la policía y posteriormente fue trasladado a la Cárcel del Obispo, donde permaneció hasta el 24 de diciembre del mismo año, cuando fue liberado. 
Después de la caída de la dictadura en 1958, García Morales viajó a París, ciudad en la que vivió durante tres años. Allí se reunió con su viejo amigo, el artista plástico Jesús Soto, así como con Mario Abreu, Hugo Baptista y el poeta Juan Sánchez Peláez. También tendrá la oportunidad de conocer a intelectuales franceses y latinoamericanos, apareciendo en julio de 1961 una traducción en francés de su poema «Lo real y la memoria», en la revista Les lettres nouvelles, dedicada a nuevos escritores de América Latina. 
Durante este tiempo recorrió parte de Europa y el Medio Oriente. De París pasó a Roma por un corto período y posteriormente a Beirut, en el Líbano.

### Promotor de la cultura en Venezuela
En 1963 regresó a Caracas, donde fijó residencia y participó activamente en la vida cultural e intelectual del país. Entre 1963 y 1979 ocupó diversos cargos. Miembro fundador, junto con Juan Liscano, de la revista Zona Franca, Jefe de Redacción de la Revista Nacional de Cultura, Director Artístico de la Radio Nacional de Venezuela, Jefe de la División de Cultura y Bellas Artes del Instituto Nacional de Cultura y Bellas Artes (Inciba), director general de Monte Ávila Editores. Durante el primer gobierno de Carlos Andrés Pérez, formó parte de la Comisión Preparatoria y de la Comisión Organizadora del Consejo Nacional de la Cultura (Conac) del cual pasó a ser Presidente-Fundador, desarrollando una labor en favor de grupos artísticos de diversa índole, creando bolsas de trabajo para escritores, músicos y artistas plásticos y llevando a cabo políticas propicias para el fomento de las artes. Desde su cargo, contribuyó con José Antonio Abreu en la creación del Sistema de Orquestas. Así mismo, fue miembro de la Delegación Venezolana en la Conferencia General de la Unesco, en Kenia, en 1976 y en París, en 1978. 
Finalizado el gobierno de Pérez, trabajó como asesor de varios ministros de cultura y representó a Venezuela en diversos eventos culturales en el mundo. Fue nombrado hijo ilustre de Ciudad Bolívar por los aportes que hizo a la tierra natal desde el Conac. Entre ellos, la ayuda económica para la remodelación de la catedral, de acuerdo a los planos originados en la época colonial. En 1984 entró a la Corporación de Turismo de Venezuela, de la cual formó parte hasta comienzos de 1987, cuando fue designado como presidente de la Fundación para la Cultura y las Artes (Fundarte), cargo en el que permanecerá por pocos meses.

### El Cantar de los Cantares
García Morales también ejerció el periodismo y fue colaborador del Papel Literario de El Nacional, de la Revista Nacional de Cultura y de otros diarios y revistas de circulación local y el extranjero. Trabajó como presentador en Radio Cultura y Radio Continente y en Radio Nacional realizó el programa «La aventura del libro», cuyo fin era dar a conocer a escritores y su obras. En la década de los ochenta y noventa, durante trece años, fue guionista y locutor del programa «El Cantar de los Cantares», transmitido semanalmente por la Emisora Cultural de Caracas. Estas emisiones estaban dedicadas a la divulgación de la poesía de todas las épocas.

## Vida personal

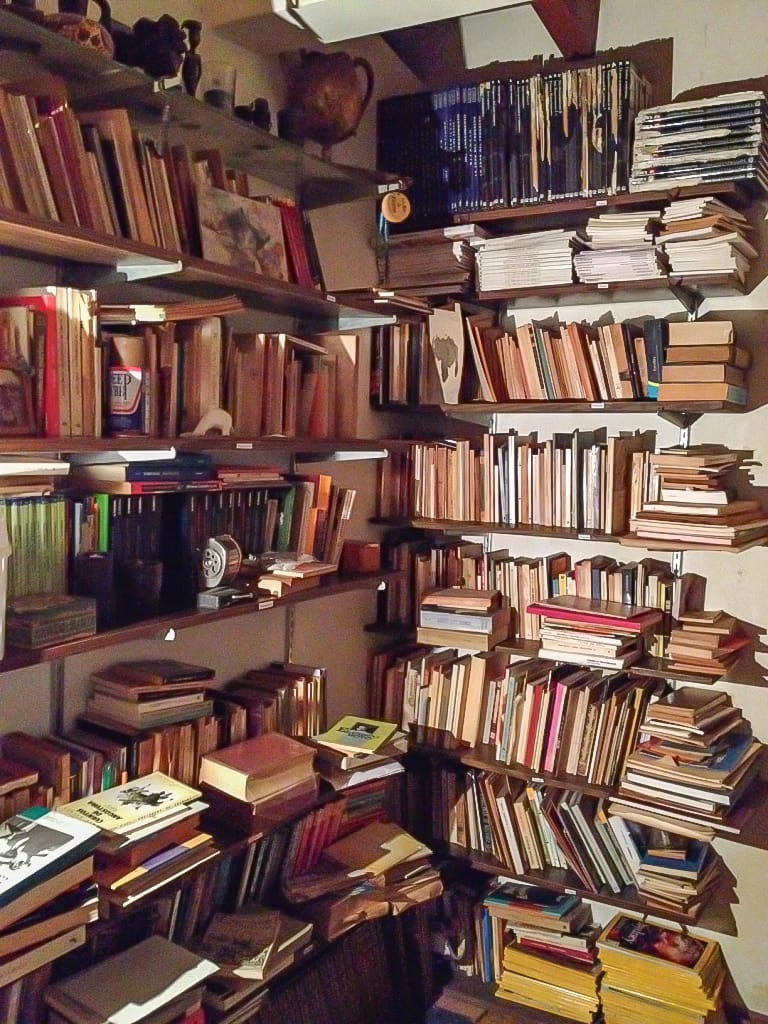
Biblioteca personal de García Morales en Caracas.

En su juventud García Morales siempre afirmó que nunca se casaría ni tendría hijos. Sin embargo, contrajo matrimonio en dos ocasiones. Con Graciela Rincón, de cuya unión nacieron Luis Lorenzo y Rafael Guillermo y la segunda, con María Teresa Casalta, con quien estuvo unido durante 31 años, hasta el día de su muerte. Con esta última tuvo dos hijas, Isabel Teresa y Luisana Gisela. 
Durante mucho tiempo se declaró escéptico en cuanto a lo religioso. Sin embargo, en los últimos años de su vida, sin ser practicante, hablaba siempre de su Divina Providencia, que él afirmaba estaba formada por Dios, la Virgen de Coromoto y la Virgen de Betania.

### Fallecimiento
Luis García Morales falleció en Caracas, el 3 de julio de 2015, a los 85 años, a consecuencia de una enfermedad pulmonar que lo aquejó por algunos años. Sus restos fueron cremados y sus cenizas esparcidas en el río Orinoco frente a su ciudad natal.

## Obra
En el transcurso de su vida García Morales publicó tres poemarios. Su obra a pesar de ser breve es, en palabras del escritor y crítico literario Antonio López Ortega, «claramente renovadora y respondía a una lectura cabal de su tiempo». Toca temas como la fugacidad de las cosas, la soledad, la angustia, la añoranza de los orígenes y la muerte. A García Morales se le ha llamado «el poeta del Orinoco», por la presencia de éste en varios de sus poemas, especialmente en su segundo libro, El río siempre (1983). Parte de sus influencias literarias fueron los poetas: Dylan Thomas, T.S. Eliot, Saint-John Perse, Paul Éluard, Arthur Rimbaud, Federico García Lorca, así como los venezolanos Vicente Gerbasi y Juan Sánchez Peláez. 
En 2025 LP5 Editora publicó en Chile la Obra completa de García Morales, con prólogo de su hija Isabel Teresa García y epílogo de Rodolfo Izaguirre. 

### Libros publicados
- Lo real y la memoria (1962)
- El río siempre (1983; Premio Conac de Poesía 1984)
- De un sol a otro (1997; Premio Municipal de Poesía de Caracas 1998)

### Antologías donde aparece su obra
- Tello, J. Contemporary Venezuelan Poetry, PEN International. Caracas: Ediciones del Congreso de la República (1983).
- Rojas, N. Antología comentada de la poesía del Orinoco. Caracas: El perro y la rana (2008).
- Almela, H. Nunca fue tan claro el amor. Poesía amorosa de Venezuela. Caracas: Alfaguara (2012).
- López Ortega, A. GOMES, M. SARACENI, G. Rasgos comunes. Antología de la poesía venezolana del siglo XX. Madrid: Editorial Pre-Textos (2019).